# Caminomorisco (ort)
Caminomorisco är en ort i Spanien.   Den ligger i provinsen Provincia de Cáceres och regionen Extremadura, i den centrala delen av landet, 220 km väster om huvudstaden Madrid. Caminomorisco ligger 479 meter över havet och antalet invånare är 1 257.
Terrängen runt Caminomorisco är kuperad. Runt Caminomorisco är det glesbefolkat, med 19 invånare per kvadratkilometer. Närmaste större samhälle är Pinofranqueado, 4,5 km sydväst om Caminomorisco. 